# Kasandar
Kasandar (grčki: Κάσσανδρος; oko 355. pr. Kr. – 297. pr. Kr.) bio je kralj starogrčkog kraljevstva Makedonije od 305. pr. Kr. do 297. pr. Kr., i de facto vladar južne Grčke od 317. pr. Kr. do svoje smrti.
Antipaterov sin i suvremenik Aleksandra Velikog, Kasandar je bio jedan od dijadoha koji su ratovali oko Aleksandrova carstva nakon Aleksandrove smrti 323. pr. Kr. Kasandar je kasnije preuzeo vlast tako što je dao ubiti Aleksandrova sina i nasljednika Aleksandra IV. Dok je upravljao Makedonijom od 317. pr. Kr. do 297. pr. Kr., Kasandar se usredotočio na jačanje sjevernih granica i ekonomski razvoj, dok je osnivao ili obnavljao nekoliko gradova (uključujući Solun, Kasandreju i Tebu); međutim, njegova nemilosrdnost u odnosima s političkim neprijateljima komplicira procjene njegove vladavine.